# 恩里科·贝林格

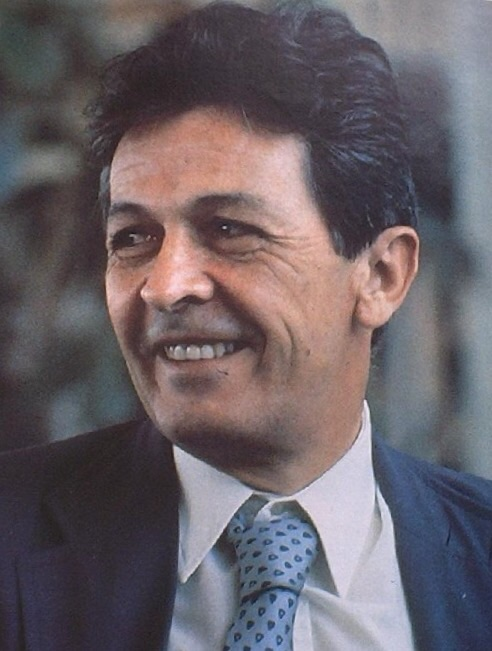
恩里科·贝林格

恩里科·贝林格（義大利語：Enrico Berlinguer；1922年5月25日—1984年6月11日）是意大利的一个共产主义政治家，曾任義大利共產黨总书记。

## 生涯
贝林格生于撒丁岛萨萨里市，1943年加入意大利共產黨，1969年在意共第十二次代表大会上当选副总书记。1972年意共十三大起连任总书记。1968年起连续当选众议员。1979年、1984年当选欧洲议会议员。

## 政治生涯
1943－1957年，任薩薩里市義大利共產主義青年聯盟基層委員會書記，共青聯盟全國書記處成員。1946年1月，意共戰後第1次代表大會（即第5次代表大會）上當選為中央委員；1949－1956年，任義大利共產主義青年聯盟總書記。1950－1953年任世界青年聯合會主席。1957年，任意共中央黨校校長，撒丁島大區委員會副書記。1959－1962年，任意共中央組織部長，後改任書記處辦公室負責人。1966年意共11大後任意共中央政治局委員。1968年起當選眾議院議員。1969年2月在意共12大當選為副總書記。1972年3月意共13大到1983年意共16大連任總書記。1979年當選歐洲議會議員。

## 去世
1984年6月7日晚，他在北部帕多瓦市為歐洲議會選舉發表競選演說時突然腦溢血，於6月11日逝世，終年62歲。意大利全国有100万人参加了
贝林格在圣若望广场的葬礼，各国政要，包括意大利总统亚历山德罗·佩尔蒂尼、苏共總書記戈尔巴乔夫、中共總書記赵紫阳出席了葬礼。甚至梵蒂冈也表示了哀悼。